# 聖教社
聖教社（せいきょうしゃ）は、明治時代にイギリス海外福音伝道会（SPG）が東京府・芝区栄町に設立した学校である。聖アンデレ教会の設立と同時に教会の敷地内に設置されたミッションスクールで、隣接して聖教社分校女学校も置かれた。米国聖公会が設立した立教学校（現・立教大学）や立教女学校（現・立教女学院）の姉妹校である。

## 概要・歴史
1879年（明治12年）6月4日に、イギリス海外福音伝道会（SPG）の宣教師であるアレクサンダー・クロフト・ショーとウィリアム・B・ライトによって、東京府・芝区栄町12番地に聖アンデレ教会が設立され、それと同時に彼らにより教会の敷地内に「聖教社」が開設される。開学にあたり、1879年（明治12年）1月に、多治見十郎により開業願が東京府に提出されており、多治見は聖教社で英学教授を務めた。
聖教社の学科には、英学正則、英学変則、数学、漢字、習字があり、単なる英学塾ではなく日本聖公会百年史が記述しているように初めは神学だけの教育機関ではなかった。英学教則の中には、綴字、習字、英会話、読書、文法、史学、地学、理学、植物学、修心学の諸科目があったが、使用された教科書は不明である。1883年（明治16年）の「学事年報」によると7年制であったことが分かっており、入学資格は満14歳以上、20歳までで、授業料や教授の給料等は、束修50銭、授業料75銭、月俸250銭という内容だった。
多治見十郎が担当した英学は、変則英学（変則英語）であったと思われるが、正則英学（正則英語）の教師にはショーが筆頭にあげられている。そのほか、漢学の担当として田原秀毅（当時42歳）が在籍した。
1880年（明治13年）1月には、隣接地の芝区栄町13番地に「聖教社分校女学校」が設立される。届出人は、同じく多治見十郎で、英学と数学教員にはミセス・ショーが名を連ねた。英語、漢字、数学、習字、裁縫の諸学科を教え、予科3年本科5年で、満6歳から20歳までの女子を教え、当時としては高度な普通教育を行っていたとされる。授業料は上等が50銭、中等が30銭、下等が15銭という内容だった。
1883年（明治16年）2月、聖教社は、都合により当分の間休業となり、聖教社分校女学校も廃校の届出が提出されて閉校となった。
その後、聖教社は再開し、1886年（明治19年）には、今井寿道が再開後の聖教社の教頭兼幹事に就任した。
次いで、設立時期は不明だが、「聖安得烈学院」が設立され、香蘭女学校（現・香蘭女学校中等科・高等科）の初代校長を務める今井寿道が、1889年（明治22年）から聖安得烈学院の教授を兼務した。
1892年（明治25年）11月には、聖教社と同じ場所において、再び聖安得烈学院が設立されたとされるが、この時、設立許可願が当局に提出され、認可校となったと思われる。学校長は吉沢直江で、学科は神学（3年）と英学（3年）で英学私塾としての初期の面影を残すものであった。
また当時、聖安得烈英語夜学会という学校も存在した。聖安得烈学院は、エドワード・ビカステス（3代目の日本聖公会主教）の指令で授業はすべて英語であったため、学生の中には英語力が弱い者もいて、夜学会はそれを補うものであった。聖安得烈学院及び聖安得烈英語夜学会では、イギリス海外福音伝道会（SPG）の宣教師ライオネル・チャモレ―（Lionenel Berners Cholmondeley）が教鞭を執っている
1902年（明治35年）には、今井寿道が香蘭女学校（現・香蘭女学校中等科・高等科）の校長を辞任したのを機に聖教社神学部校長に就任。
1903年（明治36年）に、聖安得烈学院は廃校となるが、1905年（明治38年）4月には、今井寿道から、専門学校令による「聖教社神学校」の設立許可願が提出され、この時初めて、英国国教会付属伝道会社の資金とエドワード・ビカステスの記念奨学資金とにより純然な伝道者養成の神学校となった。
1911年（明治44年）に、聖教社神学校は東京三一神学校と合併して「聖公会神学院」が設立された。